# Kankurang

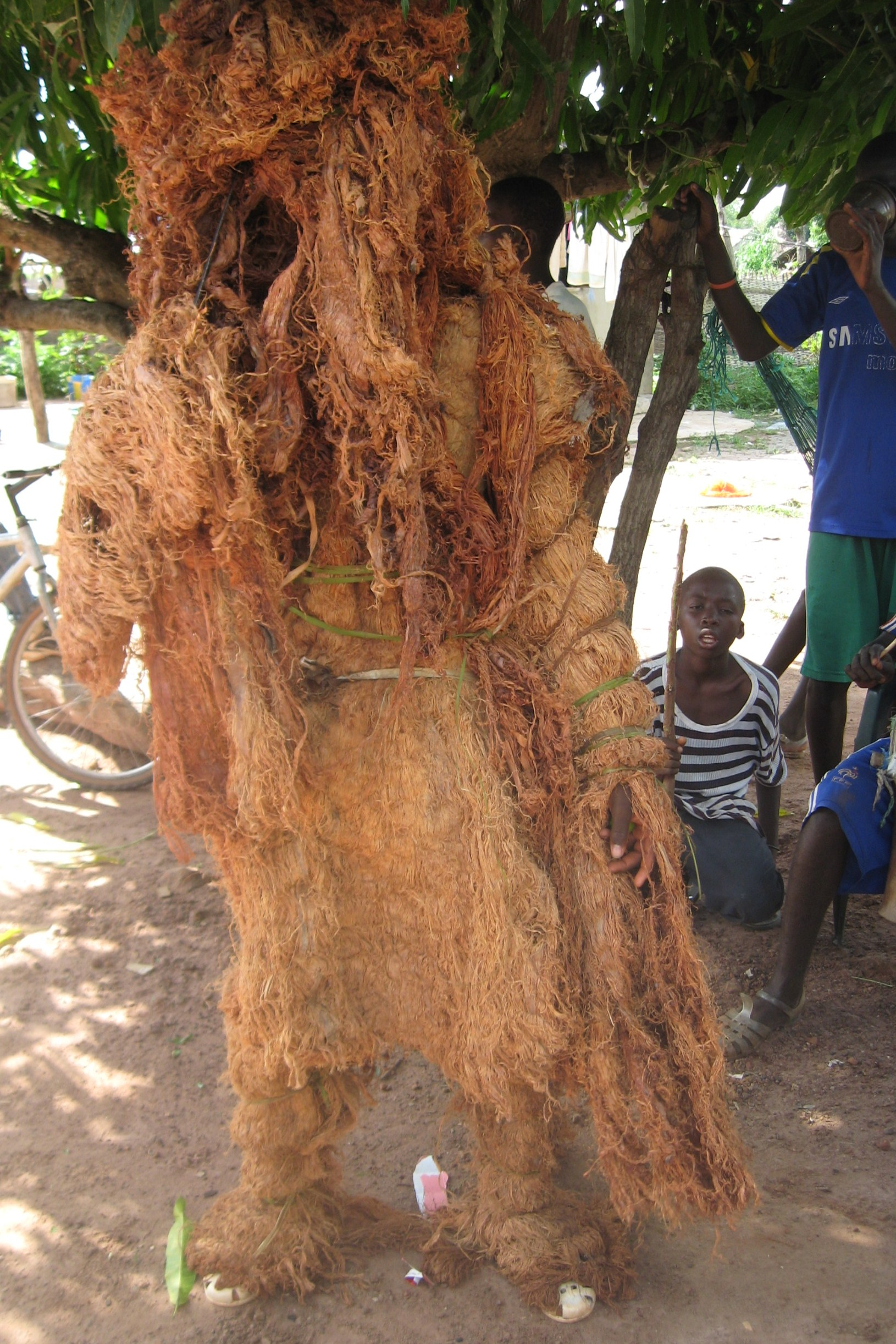
Przewodnik Kankurang

Kankurang – rytuał inicjacyjny grupy etnicznej Mandinka w Senegalu i Gambii.
Według tradycji rytuał kankurang wywodzi się z praktyk zamkniętej grupy myśliwych Komo. W wioskach grupy Mandinka w południowym Senegalu i Gambii inicjacje odbywają się co pięć lat, a w stolicy historycznego regionu Casamance Ziguinchor co roku. Ceremonia ma na celu ochronę młodych obrzezanych mężczyzn przed czarami. 
Przewodnik ceremonii zakłada maskę z kory i czerwonego włókna drzewa faara, ubrany jest w przepaskę z liści, a jego ciało jest pomalowane farbami roślinnymi. Ceremonia obejmuje serie rytuałów: wyznaczenie przewodnika, wyjście przewodnika z młodymi mężczyznami oczekującymi na inicjacje do lasu, czuwanie i procesja chłopców przez wioskę. Chłopcy naśladują ruchy i tańce przewodnika, który dla zaakcentowania gestykulacji wykonuje podskoki i wymachuje maczetami, krzyczy. Przewodnik kankurang czuwa nad przebiegiem rytuału, który stanowi podstawę tożsamości kulturowej Mandinka. Rytuał jest dla młodych chłopców poddawanych inicjacji okazją do poznania reguł zachowania obowiązujących w społeczności, wartości leczniczych roślin i technik myśliwskich. 
Od lat 80. XX wieku, odkąd inicjacje zaczęto przeprowadzać w Ziguinchor podczas pomniejszych ceremonii, rytuał zaczął tracić w mieście na znaczeniu. Z sekretnego rytuału inicjacyjnego, gdzie przewodnikowi przypisywane są ponadnaturalne moce, kankurang zaczął być postrzegany jako performance. 
W 2005 roku kankurang został uznany za arcydzieło ustnego i niematerialnego dziedzictwa ludzkości, a w 2008 roku wpisany na listę niematerialnego dziedzictwa UNESCO.